# 채국희
채국희(蔡菊姬, 1970년 9월 18일 ~ )는 대한민국의 배우다.

## 이력
1991년 연극배우 첫 데뷔하였고 1994년 뮤지컬배우 데뷔하였다. 2009년 SBS 드라마 《스타일》을 통해 얼굴을 알렸다. 2012년 영화 《도둑들》 출연을 계기로 오달수와 연인으로 발전하여 사실을 인정하였고, 2017년 영화 《살인자의 기억법》에 오달수와 동반 출연하여 눈길을 끌었다.
한편, 언니 채시라가 출연한 드라마 중의 하나였던 MBC 《영웅신화》에서 채시라의 여동생 역 물망에 한때 거론되기도 했다.

## 학력
- 건국대학교 사회과학대학 사회복지학과 (1993년 졸업)
- 성균관대학교 대학원 예술학과 (졸업)

## 출연 작품

### 영화
| 연도 | 제목                | 역할   | 감독   | 비고     |
| ---- | ------------------- | ------ | ------ | -------- |
| 2012 | 《도둑들》          | 사모님 | 최동훈 |          |
| 2017 | 《살인자의 기억법》 | 장미옥 | 원신연 | 특별출연 |

### 드라마
| 연도 | 방송사 | 제목                                  | 역할                       | 비고 |
| ---- | ------ | ------------------------------------- | -------------------------- | ---- |
| 1998 | KBS2   | 토요시트콤 《행복을 만들어 드립니다》 | 황자의 고등학교 무용선생님 |      |
| 1998 | KBS1   | 대하드라마 《왕과 비》                | 진녀                       |      |
| 1999 | KBS2   | 주말드라마 《사랑하세요?》            |                            |      |
| 2009 | SBS    | 주말특별기획 《스타일》               | 김지원                     |      |
| 2014 | JTBC   | 금토드라마 《하녀들》                 | 찬모 해상                  |      |
| 2016 | tvN    | 금토드라마 《디어 마이 프렌즈》       | 서연희                     |      |
| 2016 | JTBC   | 금토드라마 《판타스틱》               | 이미도                     |      |
| 2020 | JTBC   | 금토드라마 《부부의 세계》            | 설명숙                     |      |
| 2021 | SBS    | 월화드라마 《홍천기》                 | 미수                       |      |

## 저서
- 채국희 (2012). 《나는 가끔 카르멘을 꿈꾼다》. 드림엔. ISBN 9788988349397.

## 가족 관계
- 고조부 : 석강 채용신
- 언니 : 채시라 (1968년 6월 25일 ~ )
  - 형부 : 김태욱 (1969년 9월 5일 ~ )